# سرخیو سانتین
سرخیو سانتین (اسپانیایی: Sergio Santín‎؛ زادهٔ ۶ اوت ۱۹۵۶) بازیکن فوتبال اهل اروگوئه بود.
از باشگاه‌هایی که در آن بازی کرده‌است می‌توان به باشگاه فوتبال دپورتیوو پریرا، باشگاه فوتبال دانوبیو، باشگاه فوتبال اتلتیکو ناسیونال، باشگاه فوتبال پنیارول، باشگاه فوتبال اونس کالداس، و باشگاه فوتبال سانتوس اشاره کرد.
وی همچنین در تیم ملی فوتبال اروگوئه بازی کرده‌است.